# ترکی العلیوه
ترکی العلیوه (انگلیسی: Turki Al-Aliweh؛ زادهٔ ۱۵ اکتبر ۱۹۹۰) یک ورزشکار اهل عربستان سعودی است.
از باشگاه‌هایی که در آن بازی کرده‌است می‌توان به باشگاه فوتبال الشعله عربستان سعودی، و باشگاه فوتبال الشعله عربستان سعودی، اشاره کرد.